# Kunok

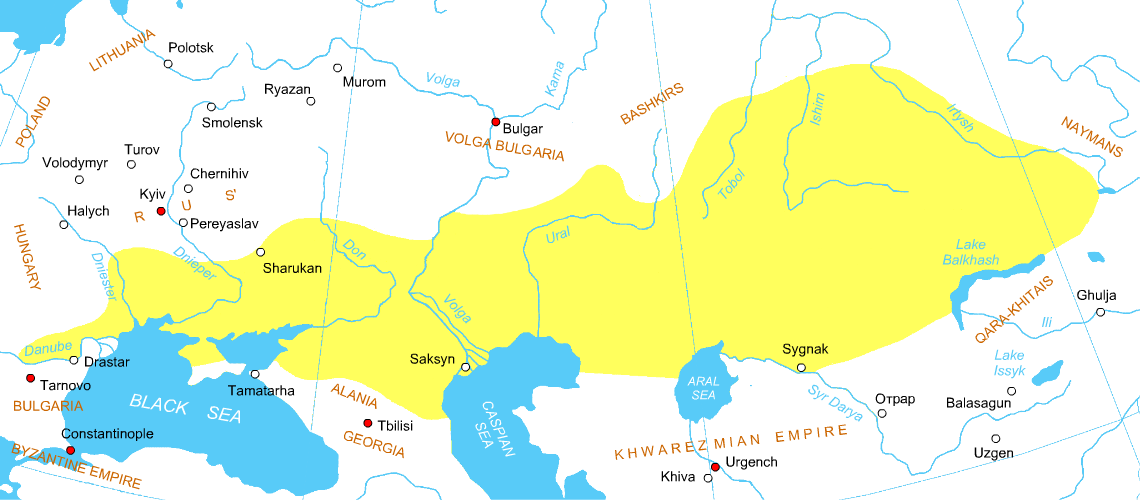
A kipcsak-szári-kun törzsszövetség területe 1200 körül. A terület sohasem állt egységes, központi vezetés alatt, kipcsak vagy kun birodalomról ezért nem beszélhetünk ebben az értelemben

A Magyarországon kunok néven ismert nép török nyelvű népekből – kipcsakok, sárga ujgurok, ázsiai kunok – álló törzsszövetség volt, amely a 11. században jött létre, és sokáig nyugtalanította támadásaival a szomszédos keleti szláv, magyar, lengyel, bizánci és délszláv területeket. A törzsszövetséget a 13. században a mongolok verték szét. A kunok egy része (amely az összes kunhoz viszonyítva csak töredéke a teljes népességnek) ezután Magyarországon telepedett meg és asszimilálódott a magyarságba. További nagyszámú csoport szóródott szét a Balkánon és a Kárpátokon innen, ahol délszlávokba, keleti szlávokba és a megjelenő románságba olvadtak be. A negyedik csoport a mongolok által meghódított kunok, akik előbb az Arany Horda uralma alatt éltek. Belőlük a 14. századra kialakult a krími tatárság, amely jelenleg is élő népcsoport. A törzsszövetséget Európában kunok, kumánok, polovecek, kipcsakok, kanglik néven is ismerték.

## Történetük

### Az ázsiai kunok és a sárga ujgurok
A kunok névadó elődei az 5. és 7. század között az Amur vidékén élő mongolos jellegű törzsszövetségből váltak ki, majd önálló etnikummá fejlődtek. 986 körül a kitajok megtámadták a Pekingtől északnyugatra fekvő területeket, és valószínűleg ezzel indították el nyugat felé a kunokat, nyomukban a szintén a kitájok elől menekülő kájokkal, amiről Marvazi 1120 körül megemlékezik. Marvazi szerint a kunok ekkor nesztoriánusok voltak és közülük származott Ikindzsi ibn Kocskar horezmi sah.
1008-ban a kitajok tovább nyomultak nyugat felé és legyőzték a Tarim-medence nyugati szomszédságában a Nansan hegység környékén élő sárga ujgurokat. A legyőzöttek egy része visszatért eredeti lakóhelyére – közöttük kereste Kőrösi Csoma Sándor a magyarok elődeit –, más részük csatlakozott a kunokhoz. Marvazinál a sárga ujgurok szárik, azaz sárgák néven szerepelnek, ami a hajszínükre utal.
A kun és sárga ujgurok ezután nyugat felé vonultak a Tarim-medencétől északra élő ujgurok, az Iszik-köl és a Csu folyómentén élő türkmének földjén át. A vonulásról az ekkor a mai Kirgizisztán területén található Karahánida Birodalom történetírása beszámol. A türkmének a kun-sárga ujgur vándorlás miatt nyugat felé kényszerültek, s eközben nyugat felé szorították az oguzokat (úzokat), akik ekkor a Szir-darja alsó folyása és az Aral-tó környékétől a Volgán túl nyugatra kezdődő besenyő területekig uralták a sztyeppét. A türkmének 1020-ban átkeltek a Szir-darja déli partjára, kitérve így a kunok és a sárga ujgurok elől, akik az ekkor hozzájuk csatlakozó kipcsakokkal együtt hatalmuk alá vonták a türkmének és oguzok volt területeit a Balkas-tótól az Urálig. 1043-ra az új kipcsak–szári–kun törzsszövetség teljesen kiformálódott, és ezután már nem lehet megállapítani, melyik területen melyik részük jelent meg.

### A kipcsak-szári-kun törzsszövetség

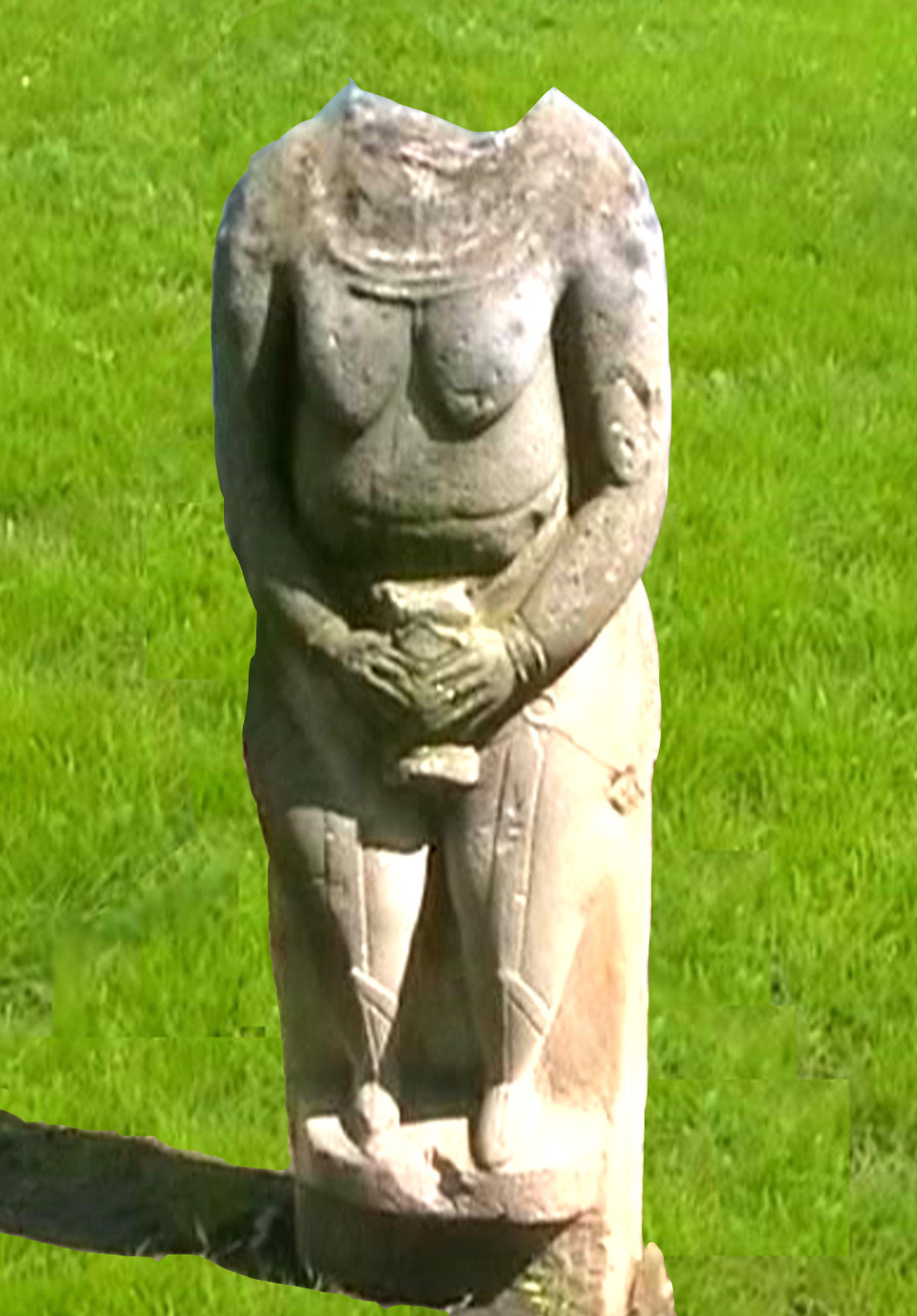
Kipcsak kőszobor Luhanszkban (Ukrajna)

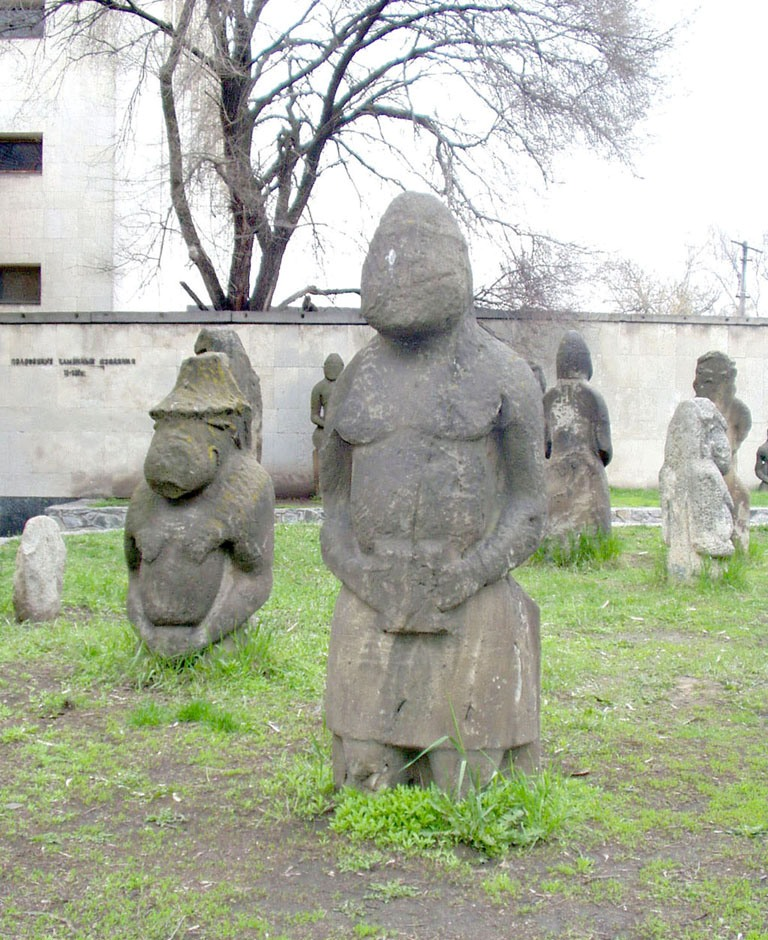
Kipcsak sztyeppei művészeti kiállítás Dnyipróban

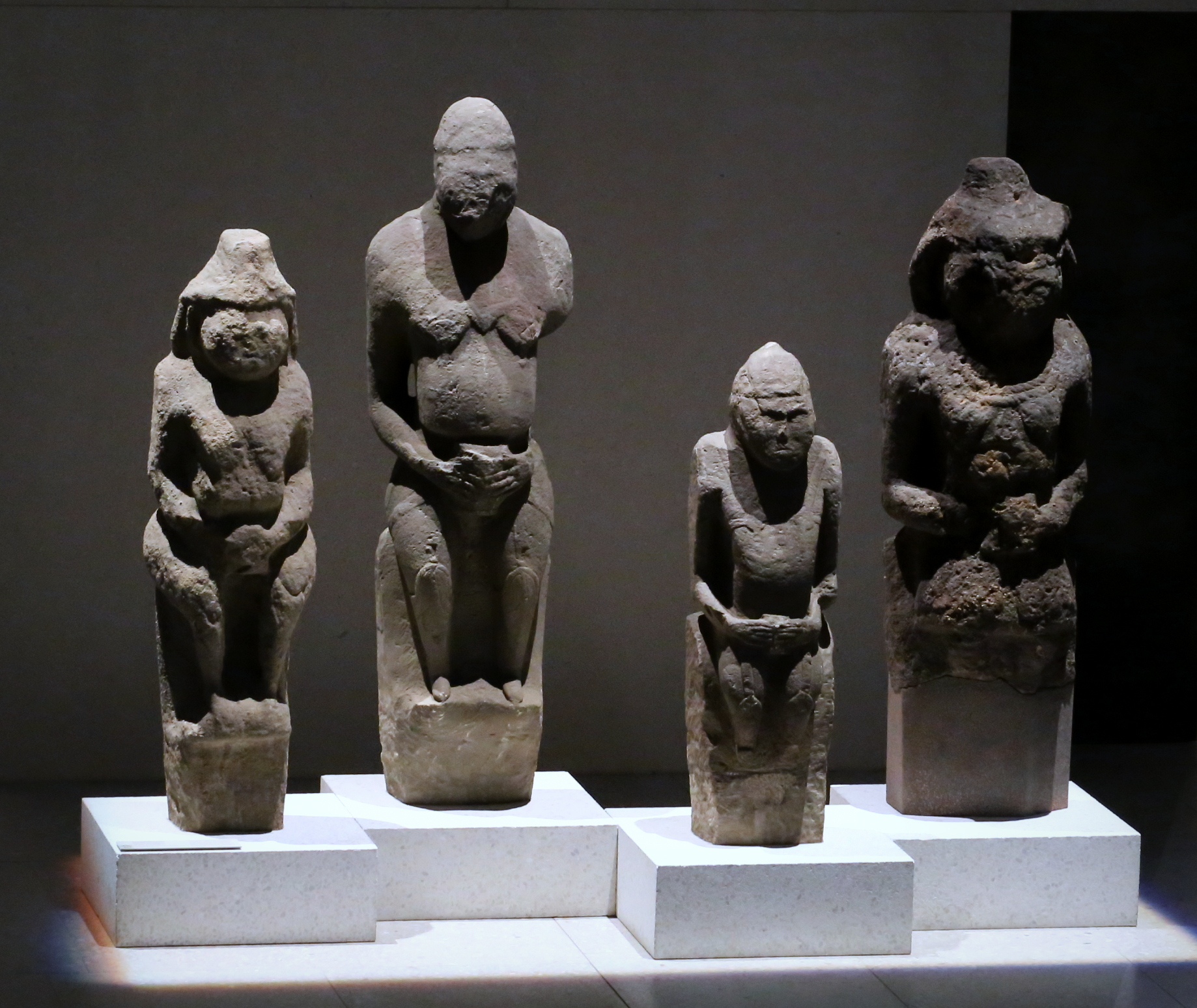
Kumán szobrok Harkov környékéről, 12. század

A törzsszövetség nyomás alatt tartotta az úzokat, akik 1048-ban tovább szorították nyugatra a besenyőket. 1054-ben már a kunok is feltűntek Európában az orosz fejedelemségek határán és 1070 körülre meghódították a sztyeppét az Al-Dunáig alávetve az itt élő úzokat is. A kunok egy részét némely középkori krónikás „fehér kunoknak” nevezi, szemben az úzok (uzok, guzok) kunok között élő leszármazottaival, akiket „fekete kunok” néven emlegetnek. A törökben a „fekete” a köznép (kara bodun), az alávetettek jelzője, míg a „fehér” a nemeseké.
Az orosz évkönyvek először csak 1061-ben említik őket, és a polovecek, azaz kunok négy ága Nestor szerint a besenyő, türkmén, török és polovec.
Középkori latin nevük általában Cumanus volt, de az örmény krónikaírók (például Edesszai Máté, 1050–1051) hartes néven ismerték őket. Az oroszok a kunokat a polovec névvel jelölték. Az orosz szónak a jelentése 'halványsárga, sápadt', az örményé 'fakó'.  Egyes kutatások szerint a koman/kuman népnév is „fakó, halvány sárgás” jelentésű volt az ótörökben, s valószínűleg a kun népnév is ugyanannak az alapszónak a származéka, amelyből a kuman szót képezték.” Marvazi említett 1120 körül írt munkájának a közreadása (1942) tette világossá a kunok etnogenezisét, s hogy a „sárga”, „szőke”, „fakó” szavak a sárga ujgurokra utal, akik szőke hajszínük – ami a tokhárokkal való keveredésük miatt alakult ki – miatt kapták ezt az őket a többi ujgurtól megkülönböztető nevet.
A törzsszövetségi rendszerben élő kunok nem hoztak létre egy központi hatalom vezetése alatt álló államot, területileg öt nagyobb csoportjuk volt megfigyelhető. A legkeletebbi az Irtis és az Urál között nomadizált, a következő az Urál és a Volga között. A középső, legerősebb csoport a Volga és a Dnyeper közötti vidéket foglalta el, észak felé kapcsolatokat tartottak fenn a volgai bolgárokkal – határuk a mai Szaratov környékén volt –, délre a Krím egy része is övék volt. A negyedik csoport a Dnyeper és a Dnyeszter, az ötödik a Dnyeszter és az Al-Duna közötti területen élt. Ez utóbbi két csoport a későbbi Moldva és Havasalföld irányából gyakran betört a nyugatról szomszédos keresztény országok területére. Sokszor megrohanták Erdélyt és Északkelet-Magyarországot, északnak Halicsot, Lengyelországot, Kijevet és más orosz, ukrán területeket, délnek pedig Bizáncot, Szerbiát és Bulgáriát. Az ellenük való védekezés érdekében II. András király birtokot adományozott a keresztes Német Lovagrendnek Dél-Erdélyben, ami néhány év múlva meghódította Havasalföldet és önálló államot akart alapítani a területen, amit viszont a király nem hagyott jóvá, ezért harc árán vette el tőlük a birtokokat, ezzel viszont semmivé lettek a kunok megkeresztelésére tett korábbi munkák eredményei.
A központosítás csírái azonban a 12. század végén megjelentek, ez a folyamat Köncsek nevű kánjukhoz köthető, kinek ilyen jellegű tevékenységét fia, Jurij  is folytatta. A folyamatnak azonban a mongolok 1223-as megjelenése véget vetett, ekkor esett el ugyanis a velük folytatott harcokban Jurij. A mongolok újbóli megjelenése 1236-ban gyökeresen megváltoztatta a hatalmi viszonyokat Kelet-Európában, a kunok egy jelentős része a Balkán-félszigetre menekült, egy másik csoport Kötöny vezetésével a Magyar Királyság területére költözködött, de legnagyobb részük korábbi szállásterületükön maradt.

### A kunok a törzsszövetség felbomlása után
Miután a mongolok (tatárok) 1223-ban a Kalka menti csatában megverték az egyesült orosz-kun sereget – a kunokat Kötöny kun fejedelem vezette –, a kunok tömegesen menekültek nyugatra, és a későbbi Moldva és Besszarábia területére szorult vissza a független Kunország (latinul Cumania, terra Cumanorum) néven ismert törzsszövetségi terület, amely a magyar királyok érdekszférájába tartozott.
1227-ben a Dnyesztertől nyugatra lakó Bortz (Barsz kun fejedelem) felvette a kereszténységet és a magyar király fennhatósága alá rendelte országát. A magyar királyság belefogott a kunok megtérítésébe, a pápa pedig létrehozta az esztergomi érseknek alárendelt térítő kun püspökséget. Az egyházmegyét csak 1279-től nevezték központja, Milkó után milkói püspökségnek.
A mongolok 1237-ben indították el újabb nagy nyugati hadjáratukat. Elfoglalták Volgai Bolgárországot, sorra vették be az orosz városokat és 1238-ban északról megtámadták a kunokat. Kötöny kun fejedelem népe egy részével 1239-ben IV. Béla királytól menedéket kérve Magyarországra menekült.
A mongolok 1240-ben Kijevet is bevették, a még régi lakóhelyükön maradt kunokat betagolták a Mongol Birodalomba. A tatárjárás elsöpörte a kun püspökséget, az itt élő kunok Kelet- és Dél-Európa vidékein szétszóródtak.
Letelepedtek Macedóniában, Kumanovo város vidékén (a város neve a kunok/kumánok nevét őrzi). Egy részüket itt a szerbek, a többieket a bolgárok olvasztották be, ez utóbbiakból a mai macedón lakosság formálódik.

## A magyarországi kunok története

A Kunság történelmi címere

### A középkori Magyar Királyságban
IV. Béla az 1239-ben Kötöny kun fejedelem vezetésével Magyarországra költöztetett mintegy 40 ezer kunt a Duna-Tisza közén telepítette le, akiket a tatárok és a főurak elleni harcban akart felhasználni. Beilleszkedésük nem volt zökkenőmentes: a lakosság gyűlölettel és félelemmel tekintett rájuk a korábbi betörések miatt, a főurak pedig eleve ellenségesen fogadták őket, tudván, mire kívánja a király felhasználni őket. Azt híresztelték róluk, hogy tatár kémek, és ha a tatárok támadnak, úgy a kunok őket fogják támogatni. Az egyház a pogány szokások miatt neheztelt, mivel egyhamar nem tértek át a keresztény hitre. A kunok nomád életmódjuk révén nem ismerték a földművelést, ezért szerte kóborolva megkárosították a vetést és a köznépet is fosztogatták, ezért rövidesen összetűzések kezdődtek a magyarok és a kunok között.

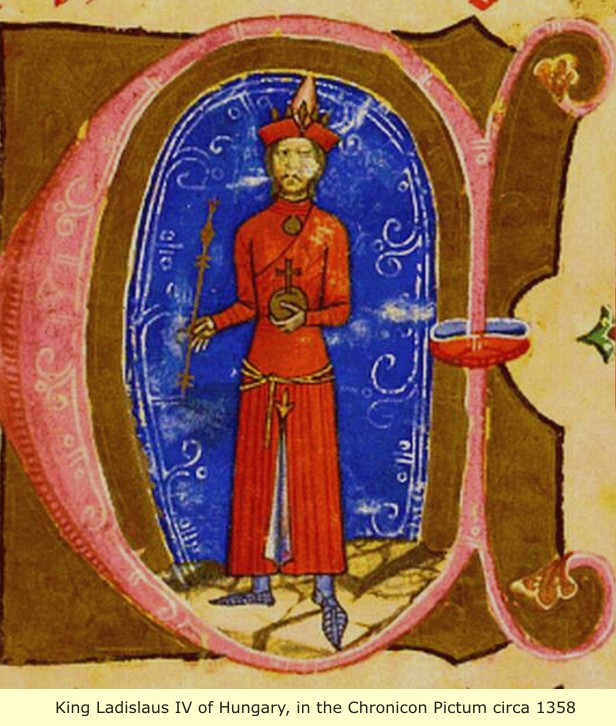
Kun László alakja a Képes krónikában

1240. december 6-án a tatárok bevették Kijevet. IV. Béla ekkor nekikezdett az ország háborús haderejének megszervezéséhez, és hadseregében közel 10 ezer kun harcosra számíthatott, ám a magyar főurak a Pest alatti táborban 1241. március 17-én megölték Kötönyt. A kunok ezután útjukban pusztítva, déli irányban kivonultak az országból, és messze kikerülték a támadó mongol sereget, tehát ekkor sem kínálkoztak fel nekik szövetségesként a magyaroktól elszenvedett hatalmas sérelem ellenére sem. IV. Béla Muhinál április 11-én vereséget szenvedett a tatároktól, akik egyéves pusztítás és öldöklés után 1242 márciusában visszavonultak keletre. A dalmáciai Trau várába menekült király visszatért az ország belsejébe, és 1246-ban[forrás?] visszahívta a kunokat, akiket másodszor és véglegesen letelepített Magyarországon.
A kunok nemzetségei a Duna–Tisza közén, Fejér vármegye dunántúli részén a Mezőföldön, a Tisza és Körös között, a Körös–Maros közén és a Temesközben telepedtek meg. Beilleszkedésüket további feszültségek kísérték, főleg Kun László idejében, aki rendkívül odaadó volt irántuk, ám bizonyos politikai okok miatt gyakran fel kellett ellenük lépnie. A kun harcosok hűen szolgálták a magyar sereget, legismertebb haditettük az 1278-as dürnkruti csatában történt, ahol ügyes manőverekkel, pusztító nyílzáporokkal, bátor és merész támadásokkal járultak hozzá a cseh-német-lengyel sereg szétveréséhez. Az egyház végül felszólította a királyt a kunok végleges megregulázására, amiért a kunok fellázadtak, és ezért László kénytelen volt sereggel vonulni ellenük: a hód-tavi csata (1280/1282) során vereséget szenvedtek, ám jórészük továbbra sem állt kötélnek, ehelyett a temesközi és körös-marosi szállásterületeket kun lakóik kiürítették, és visszatértek Havasalföldre. A 14. században a maradék területeken alakultak meg – valószínűleg nemzetségi alapon, de ez nem adatolható pontosan – a kun székek. A kunoknak az időben változó nagyságú – általában zsugorodó – településterületét nevezték Kunság-nak. Az utolsó kun csoportokat Mátyás király telepítette le Buda környékén és a Csepel-szigeten.

#### A kunok társadalma a Magyar Királyságban

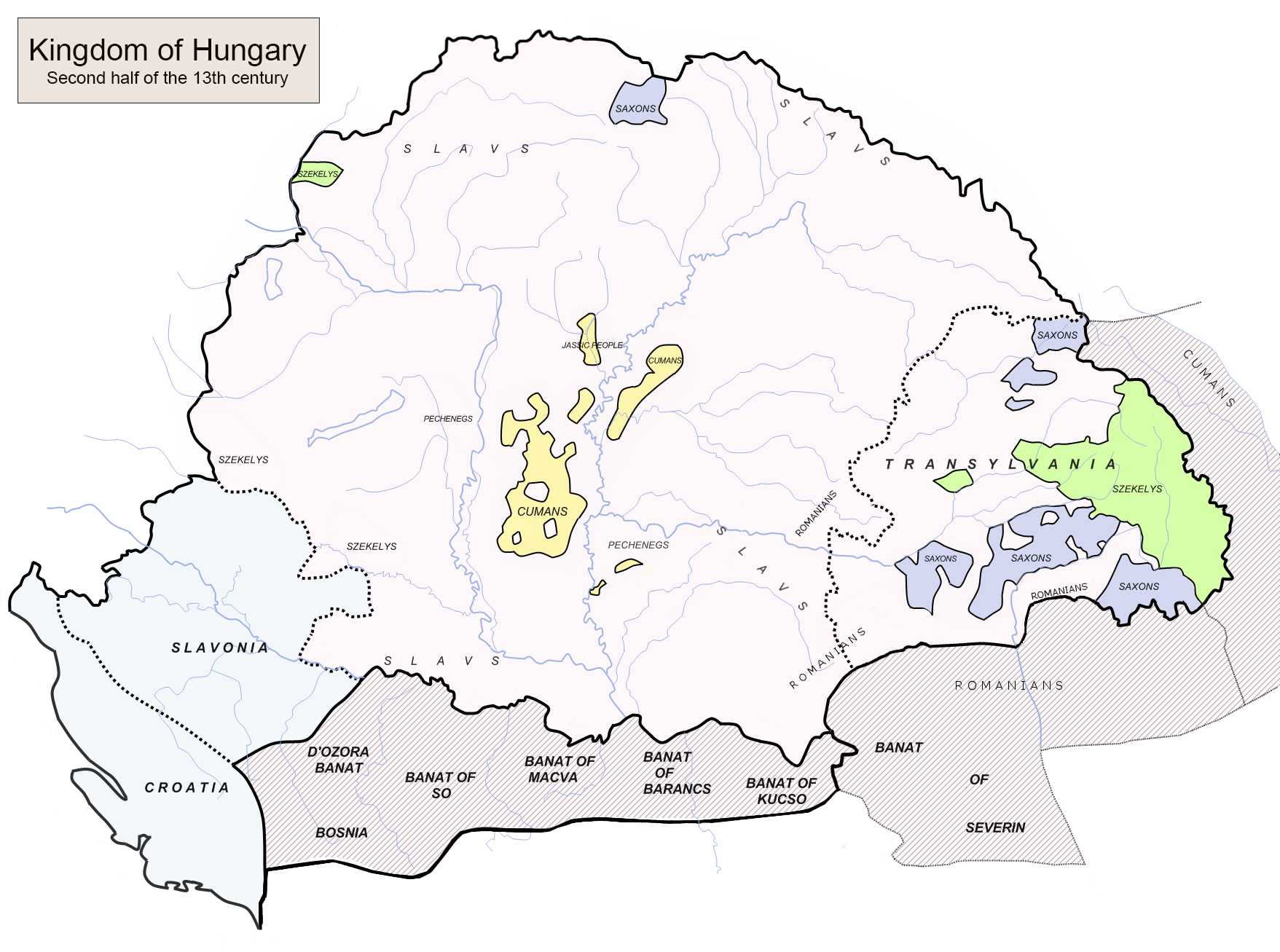
A kunok szállásterületei (sárgával) a Magyar Királyság területén a 13. században

Magyarországon a kunok nemzetségenként telepedtek le, a nemzetségnevek összehasonlítása keleti – orosz és muszlim – forrásokkal azt mutatja, hogy a magyarországi nemzetségek megfeleltethetők egy-egy kipcsak-polovec-kun törzsszövetségbeli törzsnek, azaz azoknak egy-egy töredékéről volt szó esetükben. Élükön a leggazdagabb családok álltak, az ő fejük volt a nemzetségfő, akik a latin forrásokban dominus vagy comes néven szerepelnek, ennek megfelelője a Codex Cumanicusban a bej vagy bij méltóságnév. Ők voltak a nemzetség katonai vezetői, kapitányai és bírái. A kunok legfőbb bírája a nádor volt, aki mellé a nemzetségek egy-egy főembert rendeltek ki. Belső ügyeikben viszont a vádlott nemzetségének bírája volt illetékes.
A középréteget a nemesek (nobiles) alkották, akik a magyar királyi szerviensekéhez hasonló jogokkal rendelkeztek. Kötelesek voltak a nemzetségfőkkel hadba vonulni, de mentesek voltak a beszállásolási kötelezettségek alól. Közülük kerültek ki a nemzetségfők állandó katonai kíséretének tagjai is, a nyögérek, mongol eredetű kun szóval nögerek. A megfelelő török szó a bujruk, ezt a szót a mongol törzsszövetségbe tartozó ázsiai kunok hozhatták a kun törzsszövetségbe.
A szabad, de szegény kun többséget latinul mint universitas Cumanorum jelölték, ők a feudalizálódással fokozatosan jobbágysorba süllyedtek. Jelentős számú rabszolgaréteg is létezett a kunok között, akik részben a vagyonukat vesztett kunok, részben a hadjáratok során szerzett hadifoglyok közül kerültek ki, ami konfliktusforrás is volt Magyarországon. Az 1279-es kun törvény többek között a keresztény vallású rabszolgák felszabadításáról is rendelkezett.

#### Kun nemzetségek
Az 1279. évi második kun törvény szerint a kunok hét nemzetségre, ezek pedig további nemekre és ágakra tagolódtak és eszerint osztotta fel a kunoknak juttatott szállásterületet. Más, orosz illetve muszlim forrásokból hat nemzetségnevet ismerünk a kipcsak-kun törzsszövetség ill. az Arany Horda uralma alatt álló kunok között.
Magyar forrásokban előforduló nemzetségnevek:
- Borcsól – 1266: Borchol, 1288: Borchovl, az orosz évkönyvek a polovec Burcsevicsi törzsként említik többször is, a 14. században pedig Dimaski és Nuvairi is említi a kipcsak törzsek között, mint Burč-oglu ('Borsfiak'). A Kőrös és a Maros között telepedtek meg, de a Hód-tavi csata (1280/1282) után kiürítették a területet.[4] E kun törzsnév megfelelője a mai magyar családnevekben pl. a Börcsök és a Burcsa.[forrás?]
- Olás – 1328: Olaas, 1344: Olas, a polovec Ulevicsi törzzsel azonosítható. A Tisza és a Körös között telepdtek meg, a későbbi Kolbáz-szék, a Nagykunság területén.[4]
- Csertán – 1347, 1367: Chertan, Dimaski listáján a kipcsak Čurtan ('csuka') törzs. A Duna–Tisza közi homokhátságon telepedtek meg, a későbbi Chortyán-szék vagy másképpen Halas-szék területén. A nemzetségfő szálláshelyéből alakult ki a szék központja, Halas (Kiskunhalas) mezőváros.[4]
- Iloncsuk – 1343: Ilunchuck ('kígyócska'), nem ismerjük keleti megfelelőjét. Iloncsuk nembeli Buthemer ispán leszármazottai a  Kecskemét közeli Jakabszállásŧ birtokolták, ami akkor a Halas-székhez tartozott.[4]
- Kór – 1315: Kool, 1348, 1350, 1368: Koor (qoyur 'kevés, csekély'), nem ismerjük keleti megfelelőjét. A Marostól délre a Harangod (Aranka) mentén telepedtek le.[4]
- Köncsög – 1371: Kuncheg, nem ismerjük keleti megfelelőjét. Köncsög nembeli Fekete Miklós fia László királyi madarász a Túr (Túrkeve, Mezőtúr) és Nagypó  közelében lakó kunok kapitánya volt.[4]

Magyar helynevekből kiolvasható nemzetségnevek:
- Kongrolu – 14 századi kipcsak törzsnév is[4]
- Baraq – 14 századi kipcsak törzsnév is[4]

#### Területi tagozódás: A Kun székek
A kun székek a magyarországi kunok autonóm, a királyi vármegyerendszertől független közigazgatási egységei voltak. A szék a szászok és székelyek székeihez hasonlóan bírói széket jelent. A székek élén a kapitányok álltak. A rendszer nyilvánvalóan a régebbi kun nemzetségek alapján jött létre, a nemzetségfők válhattak a székek kapitányaivá, de erre csak egy szék, a Halas-szék esetén van megnyugtató forrásadat. A székekről először a 15. században hallunk, de valószínűleg a 14. században alakulhattak ki. Összesen hat székről van tudomásunk.
- Halas-szék – a Kiskunság területén Halas mezőváros (Kiskunhalas) központtal alakult ki a Csertán nemzetség területén, de több nemzetség jelenléte is kimutatható. A nemzetség fejének, Köncsög ispánnak 1366-ban Halason volt a szállása. 1418-ban még a nemzetség nevével jelzik a széket (de sede Chortyan), de 1451-től ugyanitt a Halas-széket találjuk.[4]
- Szentelt-szék – 1424-ből van rá adat, Csanád-megyében a Kór nemzetség területén alakult ki.[4]
- Kolbáz-szék – 1440-től vannak rá adatok, a Nagykunságban Kolbázszállás központtal valószínűleg az Olás nemzetség szállásterületét foglalta magában, de több nemzetség jelenléte is kimutatható.[4]
- Kecskemét-szék – nemzetségi eredete bizonytalan, 1465-ben a kiskunsági Kecskemét mint a királynéi kunok bírói székének központja szerepel.[4]
- Kara-szék – 1466-ban, nemzetségi eredete bizonytalan, központja a kiskunsági Karaszállás.
- Mizse-szék -  1469-ben, feltehetően egy Mizse nevű szálláskapitány és/vagy örököseinek családi birtokain alakult ki a szék (a jelenlegi lajosmizsei Mizsepuszta).[4] 1469-ben Mátyás király a mizsei kunoknak adóengedményt tett. Mizse 16. századi adózói közt a Mizse név már nem szerepel. Egy évszázaddal korábban a Mizsér-család birtokkairól vannak irott források.[7]
- Hantos-szék – nemzetségi eredete ismeretlen, Fejér vármegye dunántúli részén volt, valószínűleg egyetlen kun birtokos család birtokában a 14. században.[4]

### A török hódoltság kora
A mohácsi csatavesztés, és az ország három részre szakadása után a Kunság a török porta hódoltsági területei közé tagozódott be, ami tragikus következményekkel járt a kunok számára is. A török hódoltság és annak következményei az ország középső részét sújtották leginkább. A korszakban gyakran költözni kellett a kunoknak a törökök és martalócaik ismételt támadásai miatt.
A 16. században a török háborúk idején a kunok területe tovább zsugorodott, eltűnt a Csanád vármegyei Szentelt-szék és a Fejér-megyei Hantos-szék. A Duna-Tisza közi falvak is nagy pusztulást szenvedtek, Lajos és Mizse falvak elnéptelenedését például 1593-ra, a téli hadjárat kezdetére teszi a tudomány. Ezzel magyarázzák a Kiskunság kifejezés kialakulását, szemben a Nagykunsággal, amelyik nem néptelenedett el az első harcok során. Először az egri vár 1558-as összeírása nevezi a megmaradt három Duna–Tisza közi szék lakosságát kiskunoknak és a Tisza–Körös közi Kolbáz-székét pedig nagykunoknak.
A háborúk alatt sok kun elvándorolt, például hajdúk lettek. Régi területükre a török kiűzése után más etnikumok is költöztek, mindez elősegítette a kunok asszimilációját. Az utolsó kun nyelvű szövegek a reformáció idejéből ismertek. Gyakori volt a török portyák során az elfogott népesség rabszolgasorba hajtása, és elhurcolása. A Kunság török által elnéptelenített déli területei -az Oszmán birodalom számára megbízható, magyarországi uralmukat fenntartó- szerb katonaparasztokkal népesültek be. A legtragikusabb esemény azonban a kunok történetében a Szent Liga háborújának korszakára esik. 1683-ban a Bécs ellen vonuló oszmán hadsereggel szövetséges krími tatár segédcsapatok módszeresen végigdúlták a Kunság területét, az eredeti még megmaradt kun népesség többségét gyakorlatilag szinte teljesen kiirtották.
A pusztító török háborúk sorozata után a Habsburgok a területet baranyai és somogyi protestáns magyar telepesekkel, jászokkal, szerbekkel kisebb részben románokkal telepítették be az új jövendőbeli "tulajdonos" a Német Lovagrend felügyelete alatt.

### Jászkun redemptio, 18. század
Gyökeres fordulatot hozott a török kiűzése a kunság területén is.
A Habsburgok és a kamara az eredeti népesség drasztikus etnikai megváltozása okán érvénytelennek tekintette a kiváltságokat, és 1702-ben az egész jászkun kerületet eladta a Német Lovagrendnek.
A hódoltság korszaka után a kunság területére nagy számban érkeztek felvidéki és dél-dunántúli protestáns magyar telepesek, a török háborúkat átvészelt jászok, valamint kisebb számban szerb, illetve román telepesek is érkeztek, akik az itt talált kevés számú kun túlélővel összefogtak annak érdekében, hogy az úgynevezett hajdani „kun” jogokat maguk számára megvalósítsák a jövendőben. Ennek komoly politikai, gazdasági és társadalmi hatásai voltak, így nem csoda, hogy népmozgalom szerű összefogás bontakozott ki a kívánt cél elérése érdekében, szinte eggyé kovácsolva a sokfelől érkező közösséget. Ha a hajdani kunok jogait megkapja a közösség, akkor teljesen mentesülnek a földesurak befolyása alól, azaz nincs földesúri birtok, nincs a földesúr által szedett adó, nincs robot, valamint a feudális bíráskodás és joghatóság sem érvényesülhet felettük. Ezen felül megilleti még őket a mentesség a vámok és illetékek alól, saját pallosjog, ítélkezés, valamint szabad tisztviselő- és lelkészválasztás. Azonban a küzdelemnek és anyagi megváltásuknak ára volt, mivel a lovagrend szeretett volna kárpótláshoz jutni, hogy az általa az uralkodótól megvásárolt jászkun kerület vételárát visszakapja. A pesti Invadilusok Házától ezért hitelt vettek fel a telepesek 575 900 arany értékben, valamint hozzá kellett járulniuk a nádor fizetéséhez (aki a kunok legfőbb tisztségviselője) és ezer lovaskatona kiállításához.  Küzdelmük végül sikerhez vezetett, 1745 tavaszán Mária Terézia Királynő aláírta az elismerést és kiváltságokat biztosító Redemptio okmányát. A telepesek a Redemptióhoz való anyagi hozzájárulásukkal arányosan jutottak különböző nagyságú földterületekhez a Kunság területén. A nemességhez hasonlatos jogok és kiváltságok megalapozták a helyiek új kun büszkeségét, és hozzájárultak a későbbi generációknál egy új helyi kun öntudat kialakulásához. A Kiskunságban több települést jászsági birtokosok hoztak létre és népesítettek be (Kiskunfélegyháza, Kerekegyháza, Lajosmizse, Ladánybene, Jászkarajenő, Jászszentlászló). A Jászberénytől függetlenné vált, és 1877-ben községi rangot kapott Lajosmizsén a mai napig is elevenen él a "birínyi" öntudat.
A jászkun kerület jogi különállása az 1876-os közigazgatási reformmal szűnt meg, ekkor betagolták a szomszédos megyékbe.

### Kunok a jelenkorban
A kun önazonosság többnyire kulturális, szokásbeli szinten máig fennmaradt és újjáéledőben van. Az 1990-es évek végétől az egykori Jász-Kun kerületekhez tartozó településeken a jászok példáját követve kezdeményezték a kunkapitányok választását. A hagyomány szerint a kunkapitányi megbízás egy esztendeig tart és tiszteletbeli címet jelent. Ez idő elteltével a Nagykun és Kiskun települések egymást követően jelölnek és választanak kunkapitányt, akit nyilvánosan iktatnak be tisztségébe.
Először 2009-ben rendezték meg Karcagon a Kunok Világtalálkozóját (a kunok bejövetelének 770. évfordulóján), melyet 4 évente terveznek megismételni.

## A kun nyelv
A kun nyelv a török nyelvek északnyugati köztörök ágába – más néven kipcsak nyelvek – közé tartozik, mára kihalt. Ma élő legközelebbi rokonai a kazak, tatár és kirgiz nyelv, többek között.
A kunok még a 13. században is olyan nagy számban laktak "Fekete-Kunországban" (ahogy magyar krónikák nevezték  a Krím-félszigettől a mai Dél-Oroszország és Ukrajna sztyeppéin át egészen a Moldova és Kelet-Románia területéig terjedő kun államot), hogy a velencei és más olasz kereskedők érdemesnek tartották megtanulni a nyelvet. Ennek köszönhetjük az 1303-ból való Codex Cumanicust (Petrarca-kódex), amely a főbb kun szavakat és szólásmondásokat tartalmazza, és amely kétségtelenné teszi a nyelv török voltát.
A magyarországi kunok asszimilációja során nyelvcsere zajlott le, átvették a magyar nyelvet, keresztényekké váltak, a magyar család-és keresztneveket használtak. A kun nyelv utolsó ismerője Magyarországon a hagyomány szerint Varró István, 1770-ben elhunyt karcagi lakos volt. A modern nyelvészeti kutatások azonban e hagyományt erős kétellyel illetik. A Varrótól gyűjtött szövegek a mai vélekedés szerint ugyanolyan torzultak, mint egyéb, esetenként máig ismert kis- és nagykunsági kiszámolókká, gyermekversekké lett kun nyelvi nyomok, azaz Varró István sem lehetett már a kun nyelvnek anyanyelvi beszélője.

### A Kun Miatyánk I. minta
A kun nyelv 1777. óta halott nyelv. A fennmaradt nyelvemlék a kun Miatyánk és egy ismeretlen eredetű szöveg mely kun eredetű.[forrás?]
| „                                                                 | Bezen attamaz kenze kikte szen lészen szen adon dösön szen küklön nitziengen gerde ali kikte bezen akomezne oknemezne bergezge pitbütör küngön ill bezen menemezne neszen bezde jermez berge utrogergene illme bezne algyamanna kutkor bezne algyamanna szen börsön boka csalli batson igye tengria. Ámen. | ” |
| – Szappanos Lukácstól lejegyezte Baski Imre, Kunszentmiklós, 1968 | |   |

| „   | Bezén attamaz kenze kikte szenlészen szen adon dösön szen küklön niciegen gerde, ali kikte bezen akomezne oknemezne bergezge pitbütör küngön ill bezen menemezne neszen bezde jermez bezge utrogergene illme bezne al gyamanna kutkor bezne al gyamanna szen börsön bo kacsalli bo cson igye tengere. Ámen. | ” |
| – - | |   |

| „                                         | bizim atamiz kim-szing kökte szentlenszing szening ading düs-szün szening könglügüng necsik-kim dzserde alaj kökte bizing ekmegimizni ber bizge büt-bütün künde ilt bizing minimizni necsik-kim biz ijermiz bizge ötrü kelgenge iltme bizni ol dzsamanga kutkar bizni ol dzsamannan szen barszing bu kücsli bu csin ijgi tengri amen. | ” |
| – Mándoky Kongur István, turkológus, 1973 | |   |

### II. minta
"Kristus alay ayttï kelepenlergä: «Baruŋïz, körünüŋiz papazlarga». Ol sözni Kristus bugün aytïr barča yazuqlïlarya, kim kerti kelepenler Teŋri alïnda. Igrenmedi kiši kelependen, nečik Teŋri igrenir daγi frišteler yazuqlï kišiden. Neme yoχ dünyä üstinde, nečik yaman sasïr, nečik sasïr yazuqlï zan Teŋri alïnda. Ol nišan taparbiz bitik ičindä. Bir kez bir alγïšlï kiši yolγa bardï. Bir frište anïŋ bile bardï adam bolup. kačan yoldan barïrlar idi, utru bir kiši yoluχtu, yigit daγi astrï körkli kiši. kačan frište anï ïraχtïn kördi, burnun tumaladï, yoldan ïraχ qačtï. kačan ol kiši aštï, ol frište ekinči keldi ol kiši qatïnda. Andan soŋra bir kelepen kiši keldi, astrï niurdar sasïdï. Ol alγïšlï kiši, kačan kördi ol kelepenni, yoldan qačtï. Ol frište sövünüp qaršï bardï, öpti, qučtu > qučtï ol kelepenni, aštï. Ol alγïšlï kiši ekinči keldi yolγa frište qatïnda. Ol kiši sözlädi frištägä: «Ne kišisen? Burun keldi körkli yegit kiši – sen burnuŋ tumaladïŋ, yoldan qačtïŋ. kačan bir murdar sasï kiši, kelepen keldi, sen qaršï bardïŋ, öptüŋ > öptiŋ, qučtuŋ > qučtïŋ». Andan frište ayttï ol alγïšlï kišigä: «Ol körkli kiši, kim sen kördiŋ, ol kensi yazuqïndan astrï yaman sasïr, anïŋ zanï Teŋri alïnda köpten öldi. Ol et üstündä kelepen, anïŋ dzanï astrï arï-tur daγï yakšï yïyïr Teŋri alïnda. Men azam de döülmen, men frištämen. Anïŋ üčün keldim körgüzmä saγa, nečik sasïr yazuqlï dzan Teŋri alïnda». kačan frištä ol sözni ayttï, ančaq körünmädi."[forrás?]